# Marty Friedman
Marty Friedman, født 8. december 1962 i Washington D.C., er en amerikansk musiker, mest kendt for sin tid som guitarist i thrash metal-bandet Megadeth.

## Biografi
Friedman startede i 1982 bandet Hawaii og i 1986 Cacophony, sammen med Jason Becker. Hans store gennembrud kom dog først da han i 1990 blev tilbudt rollen som guitarist hos Megadeth. Han indspillede fem studiealbum med bandet inden han forlod gruppen igen i 2000, og er specielt kendt for sine soloer i sange som "Five Magics" og "Tornado of Souls" – begge fra det banebrydende Rust in Peace. Han har udgivet en række soloalbum, med Megadeth-kollega Nick Menza på trommer, og i en kort periode efter bruddet med Megadeth gik han under pseudonymet "Dr A".
Friedman er voldsomt populær i Japan, han bor der til dagligt, og nærer en stor interesse for japansk kultur og sprog.

## Diskografi

### Med Hawaii
- One Nation Underground (1983)
- The Natives Are Restless (1985)

### Med Cacophony
- Speed Metal Symphony (1987)
- Go Off! (1988)

### Med Megadeth
- Rust in Peace (1990)
- Countdown to Extinction (1992)
- Youthanasia (1994)
- Cryptic Writings (1997)
- Risk (1999)

### Solo
- Dragon's Kiss (1988)
- Scenes (1992)
- Introduction (1995)
- True Obsessions (1996)
- Music for Speeding (2002)
- Loudspeaker (2006)
- Bad D.N.A (2012)
- Future Addict (2011)
- Inferno (2014)
- Live In Europe (2007)
- Tokyo Jukebox (2010)
- Tokyo Jukebox 2 (2012)
- Wall Of Sound (2017)